# Lucy Walker
Lucy Walker, född i London, är en brittisk regissör av dokumentärfilmer.  Hennes dokumentärer har ofta en politisk prägel och har behandlat ämnen som miljöförstöring, religiös fanatism och massförstörelsevapen.
Walker har blivit Oscarsnominerad två gånger, 2011 för dokumentärfilmen Waste Land och 2012 för kortdokumentären The Tsunami and the Cherry Blossom. Waste Land vann publikens pris på Stockholms filmfestival 2010.

## Filmografi
- 2002 – Djävulens lekplats
- 2006 – Blindsight
- 2010 – Waste Land
- 2010 – Countdown to Zero
- 2011 – The Tsunami and the Cherry Blossom (kortdokumentär)
- 2013 – The Crash Reel